# 周友程
周友程（1554年—？），字明昆，號肖伊、侪伊，直隸真定府冀州南宮縣人，民籍，明朝政治人物。

## 生平
萬曆七年（1579年）己卯科順天府鄉試第二十四名，萬曆八年（1580年）庚辰科會試第一百三十一名，登三甲第三十名進士。礼部觀政，本年授章丘知县，十二年升汉阳府通判，十五年降职为解州判官，本年升魯山知县，十九年补永宁知县，二十一年升大理寺评事，二十二年升户部主事，二十五年升郎中，甘固管粮，二十六年升徽州府知府，次年京察闲住。

## 家族
曾祖周通；祖父周志道，曾任教諭；父周一樂。母高氏。